# قومس (مدينة إيرانية)
قومس (تُسمى في المصادر الإغريقية: هيكاتومبيلوس؛ وعُرفَت كذلك: صدروازة) كانت مدينة قديمة كانت عاصمة السلالة الفرثية بحلول عام 200 قبل الميلاد. الاسم اليوناني هيكاتومبيلوس يعني "مائة بوابة" والمصطلح الفارسي له نفس المعنى. كان هذا اللقب يُستخدم عادةً للمدن التي لديها أكثر من أربعة أبواب تقليدية. إن الترجمة تُفهم بشكل أفضل باعتبارها "متعددة البوابات أو كثير البوابات". ويحدد معظم العلماء موقعها في سهر قميس، في منطقة قميس في غرب خراسان، في إيران.
توقف الإسكندر الأكبر هنا في صيف عام 330 قبل الميلاد وأصبحت جزءًا من الإمبراطورية السلوقية بعد وفاته. استولت قبيلة بارني على المدينة حوالي عام 237 قبل الميلاد وجعلتها واحدة من العواصم الأولى لإمبراطوريتهم الفرثية. وقد ذُكرَت كمدينة ملكية للفرثيين من عدد من الكتاب الكلاسيكيين بما في ذلك إسطرابون، وبلينيوس، وبطليموس، على الرغم من أن الفرثيين استخدموا عددًا من المدن كـ "عاصمة" لهم في فترات مختلفة.
تدمّرت مدينة قميس في زلزال في عام 856 م، ومن المحتمل أن أُخليَت بعدها ولم تُرمم. يُطلق على موقع هذه المدينة القديمة الآن اسم شهر قومس (الفارسية: شهر قومس), بين سمنان ودامقان في محافظة سمنان.
في عام 2011 تم نشر خطط لـ "مشروع دولي للمدينة السياحية والترفيهية" باستخدام اسم هيكاتومبيلوس. يتضمن المشروع استخدام مساحة 250 هكتار (620 أكر) بالقرب من مدينة دامغان، مما يضع المنتجع على بعد حوالي 30 كـم (19 ميل) من مدينة أذربيجان. شمال شرق الموقع التاريخي.

## الاستشهادات
1. ↑  Cohen، Getzel M. (2013). The Hellenistic Settlements in the East from Armenia and Mesopotamia to Bactria and India. University of California Press. ص. 211. ISBN:978-0-520-95356-7. مؤرشف من الأصل في 2023-10-21.
2. ↑  "Hecatompilos/Intro". 8 فبراير 2011. مؤرشف من الأصل في 2011-02-08. اطلع عليه بتاريخ 2020-07-23.

## روابط خارجية
- Magiran.com ، مجلة تسمى قومس (بالفارسية)
- Livius.org ، تاريخ موجز بالإضافة إلى الصور